# Тифенорт
Тифенорт (њем. Tiefenort) општина је у њемачкој савезној држави Тирингија. Једно је од 61 општинског средишта округа Вартбург. Према процјени из 2010. у општини је живјело 4.161 становника. Посједује регионалну шифру (AGS) 16063075.

## Географски и демографски подаци
Тифенорт се налази у савезној држави Тирингија у округу Вартбург. Општина се налази на надморској висини од 240 m. Површина општине износи 34,7 km². У самом мјесту је, према процјени из 2010. године, живјело 4.161 становника. Просјечна густина становништва износи 120 становника/km².